# Vino de Shaoxing
El vino de Shaoxing es una de las variedades más famosas de huangjiu o vinos chinos tradicionales de arroz fermentado. Procede de la región de Shaoxing, en la provincia de Zhejiang (este de China). Se toma como bebida y se emplea ampliamente como ingrediente en la cocina china. Es conocido internacionalmente y famoso en la China continental, así como en Taiwán y el sureste asiático.

## Producción
El vino de Shaoxing se ha producido desde los tiempos dinásticos. Se elaboran grandes cantidades que se almacenan en los clásicos recipientes de vino de Shaoxing durante largos periodos. También se comercializa internacionalmente embotellado. Se prefieren los vinos añejos (chennian, 陳年).

## Usos
El vino de Shaoxing se puede tomar como bebida, pero también es famoso por su uso para marinar platos de carne, además de ser un ingrediente en muchas recetas chinas. Algunas de estas son:
- Pollo borracho (醉雞)[1]
- Gamba borracha (醉蝦)
- molleja borracha (醉腎)
- Pescado borracho (醉魚)
- Cangrejo borracho (醉蟹)
- Hígado borracho (醉肝)
- Tofu borracho (醉豆腐乾)
- Garra de fénix borracha (醉鳳爪)

## Productores
Un importante productor de vino de Shaoxing es Zhejiang Gu Yue Long Shan Shaoxing Wine Co., Ltd. (古越龍山) en Shaoxing (Zhejiang).